# Au nom du roi...
Au nom du roi… est un roman historique et policier d'Annie Jay, publié en 2006. L'histoire est fondée sur des faits réels.

## Résumé
Paris. Alors que son ami Lucas disparaît à la suite d'un rendez-vous avec une mystérieuse princesse, Exupère se voit confier une mission : surveiller le fils de Madame de Sévigné. En effet Lucas n'est pas le seul à avoir disparu : des jeunes hommes riches et stupides disparaissent. Au cours de ses filatures, Exupère va rencontrer les amis du jeune Sévigné : Jean Racine, Boileau et le vieux Jean de La Fontaine.
Grâce à Camille, la demoiselle de compagnie de Mme de La Fayette, Exupère découvre la piste de la coupable. Exupère décide de lui servir d'appât. Un duel s'engage alors entre Exupère et la meurtrière. Finalement, il découvre le plan soigneusement ficelé et macabre de cette meurtrière.

## Personnages

### Personnages réels
- Exupère Lecoq : jeune, beau et de bonne éducation, c'est le fils du policier Benoît Lecoq. Il aime la demoiselle de compagnie de Mme de La Fayette, la douce Camille. Surnommé « l'Éveillé » par les policiers du Châtelet, il est chargé par Madame de Sévigné de surveiller son fils Charles et va servir d'appât à la meurtrière aux quarante victimes.
- Benoît Lecoq, père d'Exupère et l'un des meilleurs policiers de Paris.
- Gabriel Nicolas de La Reynie, lieutenant-général de police
- Marie-Madeleine de La Fayette, femme de lettres.
- Madame de Sévigné, son amie, elle s'inquiète pour son fils depuis que les disparitions se multiplient. C'est une marquise.
- Charles de Sévigné, fils de Mme de Sévigné, il a l'habitude de se rendre dans des endroits peu fréquentables et entretient une liaison avec Ninon de Lenclos puis avec La Champmeslé.

### Personnages fictifs
- Camille Adam : demoiselle de compagnie de Mme de La Fayette, Camille est l’aînée d'une famille de dix enfants, son père est notaire. Elle aide Exupère à plusieurs reprises et finit par tomber amoureuse de lui.
- Marie : Tueuse en série d'origine polonaise, elle échafaude des plans, se faisant passer pour une princesse étrangère. D'une grande beauté, cette femme mystérieuse et avide n'hésite pas à enlever et à tuer 40 jeunes hommes pour leur argent.
- Rosine : gouvernante de Marie

## Commentaire
Pour écrire ce roman, Annie Jay s'est basée sur le témoignage de Jacques Peuchet, archiviste en chef de la préfecture de police de Paris de 1817 à 1825. Elle ajoute à l'intrigue policière une intrigue romantique en créant le personnage de Camille Adam.
Quelques différences sont toutefois perceptibles entre les mémoires de Jacques Peuchet et le roman : selon Peuchet, Marie Jabrowska-Guilfort aurait tué vingt-six jeunes gens ; elle volait leur économies et leur bijoux et se débarrassait de leurs corps décapités en les vendant à des étudiants en médecine. Les têtes étaient envoyées à un savant allemand étudiant la phrénologie. Dans son roman, Annie Jay porte le nombre de victimes à quarante.